# Kondorowe
Kondorowe (Cathartiformes) – rząd ptaków z infragromady ptaków neognatycznych (Neognathae).

## Systematyka
Do rodziny zalicza się jedna współcześnie występująca rodzina:
- Cathartidae – kondorowate

oraz wymarła:
- Teratornithidae